# Придошлица (филм из 2005)
Придошлица  (енгл. Junebug) америчка је драма из 2005. редитеља Фила Морисона у којој наступају Ембет Дејвидс, Алесандро Нивола, Ејми Адамс и Бенџамин Макензи.
Радња прати Мадлен која из Чикага путује за Северној Каролини како би убедила локалног уметника да изложи слике у њеној галерији и посетила породицу свог супруга. 
Филм је премијерно приказан на Филмском фестивалу Санденс где је наишао на добре реакције и освојио награду жирија за најбољу глумицу у споредној улози (Ејми Адамс). Након биоскопске премијере филма, Адамсова је била номинована за бројне друге награде, укључујући Оскара, Спирит и Награду Удружења филмских глумаца.

## Радња
Новопечена млада Мадлен, власница галерије у Чикагу, путује за Северној Каролини, како бу убедила локалног самоуког уметника (Френк Хојт Тејлор) да изложи своја дела у њеној галерији и користи ову прилику да посети породицу свог супруга Џорџа (Алесандро Нивола), чија се кућа налази у близини.
Тамо се сусреће са његовом зловољном мајком Пег (Силија Вестон), уздржаним оцем Јуџином (Скот Вилсон), озлојеђеним братом Џонијем (Бенџамин Макензи), који и даље живи у породичном дому са својом женом Ешли (Ејми Адамс), коју је оженио пре заврештка средње школе. Односи између њих двоје су натегнути, и док Џони учи за диплому и истовремено ради у продавници Replacements Ltd, трудна Ешли се нада да ће дете решити њихове брачне проблеме.

## Улоге
| Глумац            | Улога          |
| ----------------- | -------------- |
| Ембет Дејвидс     | Мадлен Џонстен |
| Алесандро Нивола  | Џорџ Џонстен   |
| Ејми Адамс        | Ешли Џонстен   |
| Бенџамин Макензи  | Џони Џонстен   |
| Силија Вестон     | Пег Џонстен    |
| Скот Вилсон       | Јуџин Џонстен  |
| Френк Хојт Тејлор | Дејвид Ворк    |